# Ciro Capuano
Ciro Capuano (Nápoles, Italia, 10 de julio de 1981) es un exfutbolista y dirigente deportivo italiano. Se desempeñaba como defensa.

## Clubes
| Club                | País   | Año         |
| ------------------- | ------ | ----------- |
| S.S. Portici        | Italia | 1997 - 1998 |
| A.C. Sant'Anastasia | Italia | 1998 - 1999 |
| Empoli F.C.         | Italia | 1999 - 2000 |
| A.C. Pisa 1909      | Italia | 2002 - 2004 |
| Bologna F.C.        | Italia | 2004 - 2006 |
| U.S. Palermo        | Italia | 2006 - 2008 |
| Calcio Catania      | Italia | 2008 - 2015 |
| U.S. Akragas        | Italia | 2015 - 2016 |
| A.S. Lucchese       | Italia | 2016 - 2018 |